# Hycleus adamantina
Hycleus adamantina es una especie de coleóptero de la familia Meloidae.

## Distribución geográfica
Habita en Sudáfrica.